# Andrijica Šimić
Andrijica Šimić (Alagovac, župa Ružići, Grude, 22. studenoga 1833. – Runovići, 5. veljače 1905.), legendarni hrvatski hajduk. Svojim djelovanjem je postao legendom među Hrvatima u Dalmaciji i Hercegovini, s obje strane granice (i austrijske i turske). Smatra se da je njegova hajdučija ohrabrila tamošnje pučanstvo na ustanak protiv turskih vlasti (ustanak u Gabeli). ↓1

## Životopis
Andrijica Šimić rođen je u Grudama (zaselku Alagovcu), 1833. godine. Otac mu je bio Ivan Šimić, a majka Iva Milas iz Tihaljine. Imao je brata Jakova i pet sestara, Katu, Angeliku, Martu, Matiju i Petromilu. U djetinjstvu je s deset godina obavljao kmetske poslove u age Tikvine u Mostaru. Kada je navršio dvadeset godina, zaposlio se u puškara. Kad je odlučio postati hajduk, turske karavane, trgovce i kiridžije napadao je najčešće na potezu Imotski – Vrlika. Na planini Kamešnici i danas je poznata njegova pećina koja se po njemu zove Šimića pećina, a u speleološkom parku prirode u Vučipolju kod Posušja također ima Šimića pećina. Nekada je išao i do Kupresa, Glamoča, Duvna, Mostara, pa čak i Sarajeva i Travnika. Jednom je bio uhvaćen u mjestu Vinica, 5. studenoga 1866. godine, prilikom čega je član njegove družine Jovo Kadijević iz Glavine kraj Imotskog ubijen, sve zbog bježanja od vlasti. Inače, Andrijica je po narodnim predanjima otkupljivao tursku zemlju za Viničane i gradio im kuće, također im je i darovao konje i krave, što je razlog vrlo vjerojatno zašto ga i dan danas u Zagori i Hercegovini smatraju za narodnog junaka.

### Uhićenje i suđenje
Nakon što je dugo uspijevao umaći i turskim i austrijskim vlastima, uhićen je 14. siječnja 1871. godine u kući obitelji Ante Garca koja ga je izdala, u Podosoju, dok su preostali članovi njegove družine uhićeni, 11. siječnja 1871. godine, u zaselku Prodanima kod Zagvozda u kući Jakova Prodana. Tada u Prodanima, 11. siječnja, Andrija je ubio u obrani pandura Josipa Tomičića. Nakon što je uhićen, suđeno mu je. Suđenje hajducima počelo je 22. srpnja i bilo je do 31. srpnja, a zatim nastavljeno je od 1. do 8. kolovoza 1872. godine, te opet od 28. do 31. kolovoza 1872. godine. Značajno je za povijest hrvatskog jezika i hrvatskog sudstva što je ovo bila prva sudska rasprava na hrvatskom jeziku u austro-ugarskoj Dalmaciji. Optuženi su Andrija Šimić, kao harambaša, te Petar Sekulović, Ante Bilić, Ivan Meštrović, Petar Bašić, Mato Dražić, Jozo Ćorić, Nikola Krajina, Ante Jović, Marijan Jović, Grgo Burilo, Anto Radalj, Ilija Sekulović i Ivan Lončar. Predsjednik sudskoga vijeća bio je Frane Lettis, a vijeće su sačinjavali savjetnik pokrajinskoga suda Frane Pezzoli, tajnik Antun Brčić, istražitelj Jerko pl. Geremija i pristav istražitelj Josip Nonveiler, kao sudci. Državni odvjetnik bio je dr. Roko Paladini. Andrijicu Šimića branio je dr. Mato Lalić, a na raspravi bili su i odvjetnici – branitelji dr. Marko Karaman i dr. Kosta Vojnović. Državni odvjetnik Paladini Šimića je optužio kao krivca koji je počinio više zlodjela: jedan je obično umorstvo na osobi Josipa Tomičića; pet zločina razbojstva, a na jednom od njih bilo je i teških tjelesnih ozljeda te kako je počinio dvanaest javnih nasilja, raznih vrsta. Sudska odluka izrečena je 31. kolovoza 1872. godine prije podne a osuđeno je sveukupno dvadeset osoba, među njima su neki bili hajdučki pomagači, ili su na drugi način bili upleteni u hajdučke poslove. Andrijica Šimić, Ivan Meštrović, Mato Dražić, Jozo Ćorić i Grgo Burilo bili su osuđeni na doživotnu robiju s jednodnevnim postom svakoga mjeseca, a Ivan Lončar i Petar Sekulović osuđeni su na vješala, no kasnije ih je car i kralj pomilovao i ostavio ih je u doživotnoj tamnici. Ostali osuđeni bili su Petar Bašić 18 godina, Ivan Prlj 19 godina i 2 mjeseca, Nikola Krajina 17 godina, Ante Jović 17 godina, Marijan Jović 16 godina, Ante Radalj 14 godina, Franjo Akrap 9 godina i 6 mjeseci, Nikola Prlj 1 godinu teške tamnice, Mate Jović 8 mjeseci, Ilija Sekulović 4 mjeseca, Andrija Bitanga 3 mjeseca, Ante Jović ml. 3 mjeseca i Jozo Sekulović 2 mjeseca. Andrijica Šimić na doživotnoj robiji bio je u Kopru, u koparskoj tvrđavi, ali je nakon 30 godina pušten na slobodu. Od 1893. godine neprestano su slane molbe u Beč kako bi Šimić bio oslobođen robije. Biskup mostarski fra Paškal Buconjić u svojoj molbi od 10. listopada 1899. godine napisao je: "Ovdašnji narod uvijek je smatrao, da je Andrijica Šimić otišao u hajduke za ljutu nevolju, te uopće želi, da mu se Vaše Veličanstvo najblagostivije smiluje." Molbe su bivale odbijane te je onda 27. svibnja 1901. godine Jakov Šimić, poslao molbu koja je stigla u Beč 23. srpnja 1901. godine. Na toj su se molbi potpisali mnogi seoski prvaci kao i neki župnici i fra Krešimir Bebek, gvardijan i nadžupnik mostarski te je Prizivni Sud u Zadru priopćio pred Božić iste godine Kotarskome Sudu u Splitu kako je Nj. V. Car i Kralj oprostio ostatak kazne Šimićeve rješenjem od 13. prosinca 1901. godine.

### Nakon robije i smrt
I nakon 30 godina provedenih u zatvoru, kad je izišao, bio je živom legendom. Doputovao je brodom u Split 17. prosinca 1901. godine, a dočekan je kao nacionalni junak. U središtu Splita, na Rivi priređen mu je veličanstven doček, dok je on po selima bio tretiran kao živa legenda, pričajući svoje priče do kraja života. Po kazivanjima i u starosti je imao zavidnu snagu i mogao preskočiti magarca s mjesta.
Na jednome putovanju nenadano je preminuo u Runovićima, 5. veljače 1905. godine. Dva dana prije smrti ispovijedio ga je i pričestio u Ružićima mjesni zamjenik župnikov o. fra Križe Galić. Pokopan je na mjesnom groblju tik do groba svoga izdajnika Ante Garca, koji je organizirao njegovo uhićenje 1871. godine. Položaj kako je ukopan je takav da se ispunila Šimićeva kletva da njegove noge budu iznad Garčeve glave.

## Citati
- Na suđenju: Pravi hajduk neće nikada silom udarati čovjeka, ako mu se ovaj ne protivi.[2]
- U razgovoru za splitski Pučki list 1905. godine: Bio sam griešnik, ali niesam odmetnik. Sirote niesam cvilio, siromaha sam pomagao, a žensku sam čast uviek cienio... Otimao sam onome tko ima, a davao onome tko nema.[10]

## Spomen
- 20. lipnja 1967. godine hrvatski guslar Željko Šimić izdao je inače prvu svoju pjesmu "Andrijica Šimić gorski harambaša" u trajanju oko 45 min. To je jedna od najstarijih guslarskih ploča u izdanju Jugotona i jedna od najstarijih hrvatskih guslarskih ploča. Isti guslar, prezimenjak hajduka i stanovnik Alagovca, 2001. godine je izdao pjesmu "Smrt Andrijice Šimića" (oko 18 min).
- 1991.: Zalaganjem splitskog psihijatra dr. Mije Milasa spomen-ploče podignute su mu na mjestu smrti, te na grobu u Runovićima.[11]

## Zanimljivosti
- Odabir imena splitskog Hajduka kojem je dodano u imenu "hrvatski" u svezi je s junaštvima posljednjeg hajduka Andrijice Šimića.[12]
- Bivši nogometaš Dario Šimić i brat mu Josip praunuci su brata hajduka Andrijice Šimića.[13]
- Stekao je nadimak "hercegovački Robin Hood".[14][potreban bolji izvor]